# بوب جوردن
بوب جوردن (بالإنجليزية: Bob Jordan)‏ هو صحفي أمريكي، ولد في 4 مارس 1949 في أتلانتا في الولايات المتحدة.